# Viserys Targaryen
Viserys Targaryen III es un personaje ficticio de la obra Canción de hielo y fuego del escritor George R. R. Martin y de su adaptación televisiva, Game of Thrones.
Viserys es representado como el legítimo heredero de la Casa Targaryen al Trono de Hierro y opositor al rey Robert Baratheon. Como pretendiente, Viserys vagó en el exilio por las Ciudades Libres junto a su hermana Daenerys demandando apoyo para conseguir la Corona, pero lo único que consiguió fueron promesas vanas y burlas a sus espaldas.

## Concepción y diseño
Físicamente, Viserys es descrito en la obra con los rasgos típicos de la Casa Targaryen: pelo plateado y ojos color lila. El personaje de Daenerys Targaryen, su hermana, lo describe con rasgos duros y afilados que le daban un aspecto serio y adusto.
A lo largo de la obra se percibe que la única ambición de Viserys es recuperar el Trono de Hierro. Se considera a sí mismo el legítimo Señor de los Siete Reinos y demanda la obediencia y el respeto que ello merece. Sin embargo, Viserys es un hombre necio y arrogante que es totalmente ajeno a la realidad; cree que su linaje le otorga la legitimidad suficiente para sus aspiraciones y permanece ciego a la situación en la que se encuentra.
El personaje de Viserys es presentado como el arquetipo de lo que en la obra es denominada «Locura Targaryen», que creen que pudo heredar de su padre, el rey Aerys II Targaryen. En un principio, Daenerys se muestra temerosa de su hermano mayor, pero conforme es consciente de la personalidad de su hermano comienza a actuar en consecuencia. Otro personaje como Tyrion Lannister definía a Viserys como un necio idiota que era el auténtico heredero del infame legado de su padre.
La evolución del comportamiento de Viserys hacia Daenerys es algo que se menciona a lo largo de la obra. Viserys no perdonó que su madre falleciera en el parto de Daenerys; mientras fueron niños, Viserys mantuvo una actitud protectora y cariñosa respecto a su hermana menor, pero conforme lo hacía su edad, su impaciencia y su arrogancia, Viserys desarrolló un comportamiento abusivo con ella, que incluía maltrato físico y psicológico, lo que el personaje de Viserys denominaba «despertar al dragón». Daenerys también tenía asumido que llegada su edad fértil se casaría con él siguiendo las tradiciones ancestrales de los Targaryen.

Mi hermano visitó Pentos, Myr, Braavos... casi todas las Ciudades Libres. Los magísteres y arcontes lo alimentaron con vino y promesas, pero dejaron que su alma muriera de hambre.
Daenerys sobre Viserys

## Historia

### Primeros años
En El mundo de hielo y fuego se narra que Viserys fue el segundo hijo del rey Aerys II Targaryen. Viserys nació en el año 276 DC, siendo un hijo muy deseado por su padre, pues la reina ya había padecido varios abortos y retoños que murieron prematuramente. Aerys tuvo un comportamiento obsesivo con Viserys, ordenando que nadie tocara al pequeño príncipe sin su permiso, ni siquiera la reina Rhaella.
Siendo un niño cuando estalló la Rebelión de Robert, tras la Batalla del Tridente, el rey Aerys ordenó que Viserys y su madre fueran trasladados a Rocadragón. Viserys fue testigo de cómo su madre, que estaba embarazada, fallecía al dar a luz a la princesa Daenerys Targaryen. Cuando el rey Aerys fue asesinado, un hombre leal a los Targaryen llamado Ser Willem Darry decidió trasladar a los jóvenes príncipes a la Ciudad Libre de Braavos, ante el temor de que los guardias pudieran entregarlos a los rebeldes.

### Juego de Tronos
Viserys es presentado en el capítulo 1, dedicado a Daenerys Targaryen en Juego de tronos. Los hermanos se encuentran en la casa de Illyrio Mopatis, magíster de la ciudad de Pentos. Viserys está emocionado pues el magíster arregló el matrimonio de su hermana Daenerys con Khal Drogo, un poderoso Khal de los Dothraki dispuesto a aportar 10 000 hombres para la reconquista de Viserys de los Siete Reinos. Daenerys afirma que su hermano ha estado obsesionado toda su vida con recuperar el Trono de Hierro, lo que le ha llevado a deambular por todas las Ciudades Libres hasta quedarse sin dinero, por lo que es apodado como «El Rey Mendigo».
En el capítulo 26, Daenerys relata cómo el magíster Illyrio le ofreció quedarse con él hasta que Drogo estuviera dispuesto a prestarle sus hombres, sin embargo, Viserys insistió en viajar con su khalasar para asegurarse de que Drogo cumplía lo pactado. Illyrio trató de explicarle que los Dothraki no creen en la compraventa, sino que Drogo le ofrecerá su ejército cuando estime oportuno.
En mitad del camino, Daenerys le ordena al khalasar que se detenga, lo que causa la ira de Viserys, el cual no está dispuesto a aceptar órdenes de su hermana. Viserys intenta golpearla, hasta que uno de los jinetes de Daenerys lo evita; Jorah Mormont, un caballero exiliado que se ha puesto a su servicio, se niega a cumplir las órdenes de Viserys, llegando a decirle a Daenerys que: «Viserys es menos que la sombra de una serpiente». Como represalia por su acción, Daenerys le ordena a Viserys que camine, un castigo humillante para la cultura Dothraki.
En ese mismo capítulo, ante las palabras de Ser Jorah, Daenerys se da cuenta de que Viserys nunca será rey. Ante la noticia de su castigo, los Dothraki comienzan a llamar a Viserys «Khal Rhae Mhar» («Rey de los Pies Sangrantes»), mientras que después lo apodaron «Khal Rhaggat» («El Rey del Carro») cuando Drogo le ofreció montar en uno de sus carromatos, lo que no dejaba de suponer una humillación aún mayor.
En el capítulo 6, el khalasar llega a Vaes Dothrak, la capital de los Dothraki. Daenerys, ahora embarazada, acude a presentar a su hijo ante el Dosh Khaleen. Ser Jorah le declara a Daenerys que Viserys había pretendido robar sus huevos de dragón, creyendo que con ellos podría contratar mercenarios y una flota, pero que él lo impidió. En ese momento, durante los festejos, un borracho Viserys aparece esgrimiendo una espada, algo prohibido en Vaes Dothrak. Drogo le insulta afirmando que su lugar está con la escoria, lo que termina por desatar la furia de Viserys, que amenaza a Daenerys con matar al hijo que lleva en el vientre si Drogo no le da la corona que le prometió. Drogo exclama que le otorgará esa corona; en ese momento, sus jinetes de sangre inmovilizan a Viserys, mientras Drogo vuelca un caldero de oro fundido sobre su cabeza, matándolo. Ante el cadáver de su hermano, Daenerys exclama: «no era un dragón, el fuego no mata a un dragón».

### Eventos posteriores
Tras la muerte de Viserys, Daenerys queda como la única superviviente conocida de la Casa Targaryen. Después de que los tres dragones surgieran de los huevos, Daenerys decide ponerle a uno de ellos el nombre de Viserion, en honor a su hermano.
En Tormenta de espadas, Ser Barristan Selmy menciona que su personalidad se asemejaba mucho a la de su padre, a diferencia de Rhaegar.
En Festín de cuervos, el personaje de Doran Martell, príncipe gobernante de Dorne, revela que su hermano Oberyn Martell había firmado un pacto secreto en Braavos por el cual comprometía a la hija de Doran, la princesa Arianne Martell con Viserys, aunque éste nunca llegó a conocer dicho pacto. Daenerys menciona que si su hermano hubiera sido consciente de que tal acuerdo existía, habría acudido a Dorne tan pronto como hubiese podido.
En Danza de Dragones, Illyrio Mopatis le revela a Tyrion Lannister que Viserys trató de tomar la virginidad de su hermana en la noche anterior a su boda; sin embargo, tuvo la prudencia de situar guardias en sus aposentos para que lo impidieran y así evitar que Viserys arruinara años de planificación, lo que para Tyrion no dejaba de ser una prueba de la necedad del heredero de Aerys el Loco.

Finalmente se había dado cuenta de que Viserys había sido estúpido y malvado; aun así, a veces lo echaba de menos. No al hombre cruel y débil en el que se había convertido en los últimos tiempos, sino al hermano que alguna vez le leyó cuentos por las noches y le permitió resguardarse en su cama, al niño que le contaba historias sobre los Siete Reinos y hablaba de lo maravillosas que serían sus vidas cuando fuese rey.
Daenerys recordando a Viserys